# 626 v.Chr.
Het jaar 626 v.Chr. is een jaartal volgens de christelijke jaartelling.

## Gebeurtenissen

### Babylonië
- Nabopolassar van Chaldea maakt gebruik van de burgeroorlog in Assyrië, hij verovert Uruk, Sippar en Babylon.
- Nabopolassar roept zichzelf uit tot koning van Babylonië, hij sluit een alliantie met de Meden en de Scythen.

### Assyrië
- Er breek een burgeroorlog uit; Sin-shumu-lishir grijpt de macht en stoot Assurbanipals zoon Assur-etil-ilani van de troon. Daarmee begint een strijd waar ook een andere zoon van Assurbanipal, Sin-shar-ishkun zich mengt.